# سقاخانه
سقاخانه در معماری سنتی ایرانی، به فضاهای کوچکی در معابر عمومی گفته می‌شد که اهالی و کسبه برای آب دادن به رهگذران تشنه درست می‌کردند. سقاخانه معمولاً ظروف سنگی بزرگی بودند که آب آشامیدنی در آن‌ها ریخته می‌شد و پیاله‌هایی با زنجیر به آن‌ها بسته می‌شد.
سقاخانه‌ها در ابتدا بیشتر جنبه خدماتی داشتند و بانیان آن‌ها بیشتر به منظور ثواب بردن، اقدام به ساخت و نگهداری آن‌ها می‌کردند. برخی سقاخانه‌ها دائمی بودند و برخی دیگر در زمانهای خاص به ویژه به هنگام عزاداری محرم برپا می‌شدند. برای آگاهی دادن به رهگذران در شب، شمع‌هایی در اطراف سقاخانه تعبیه و روشن می‌شد که بعدها جنبه‌ای مذهبی پیدا کرد و کسانی که نذر و نیازی داشتند هر شب جمعه، شمع‌هایی را در سقاخانه‌ها روشن می‌کردند. در تهران، سقاخانه‌های بزرگتری ساخته شد و در آن‌ها شمایل بزرگان مذهبی مانند عباس برادر حسین بن علی و علی اکبر و دیگر نذری‌های مردم توسط خادمان سقاخانه نگهداری می‌شد.

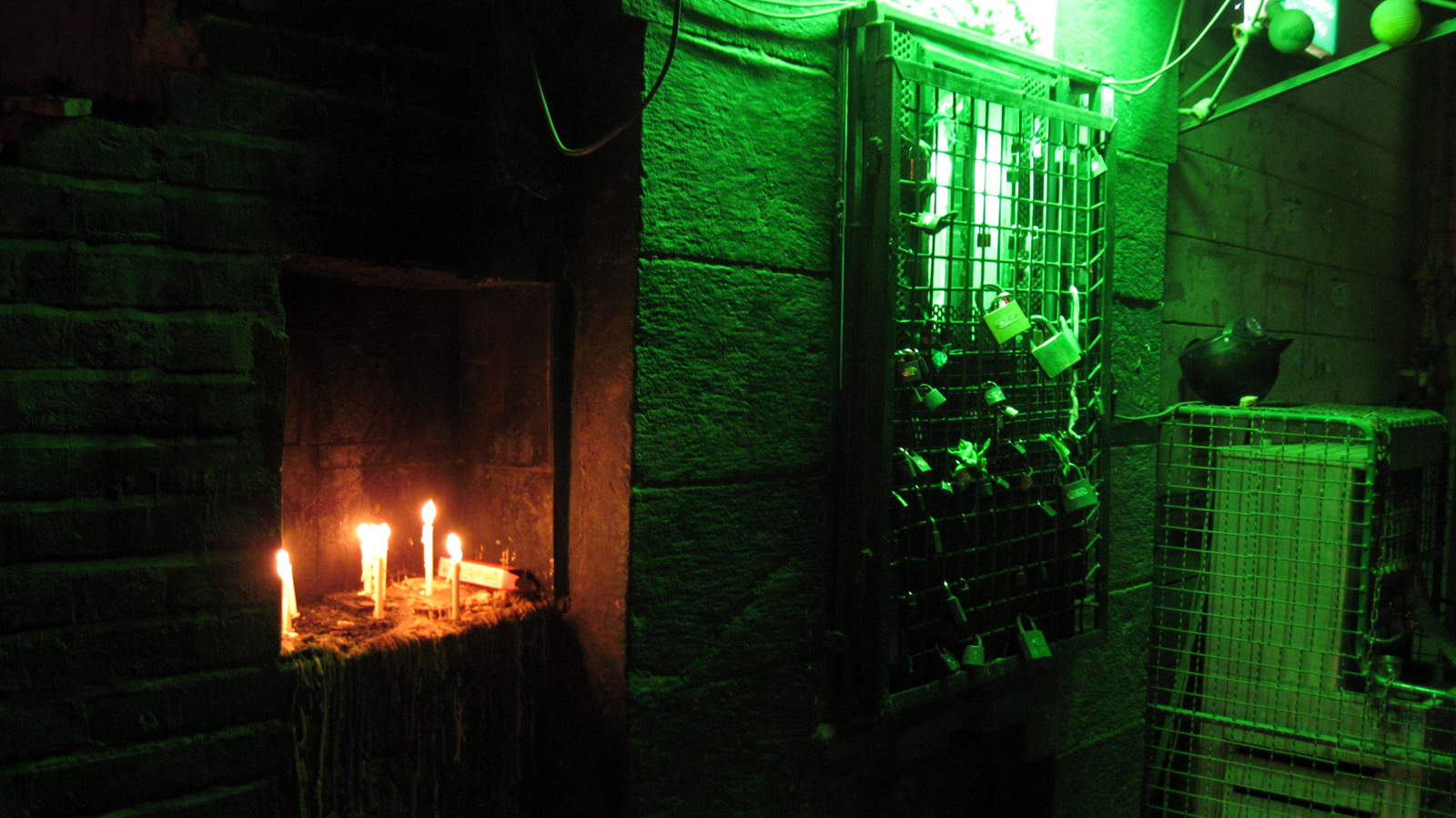
سقاخانه

## سقاخانه‌های مصور
سقاخانه‌ها در خود، فرهنگ تصویری ایرانی- اسلامی را جای داده‌اند به صورتی که «در اغلب آنها می‌توان از قدیمی‌ترین پوسترها، وردها و دعاهای مذهبی، طلسم‌ها، عریضه‌ها و طومارها را یافت.»، در تهران، سقاخانه خدابنده لو تنها سقاخانه مصور تهران است که از دوره قاجاریه به جای مانده‌است، که از بی‌نظیرترین آثار تاریخی شهر تهران به‌شمار می‌رود.

## سقاخانه‌های معروف
از معروف‌ترین سقاخانه‌ها در ایران می‌توان به سقاخانه روستای تنهاکلا (بابل) در استان مازندران که از دوره قاجاریه به جای مانده است، سقاخانه بقعه شیخ صفی الدین اردبیلی در اردبیل متعلق به قرن ۱۶ میلادی، سقاخانه کوچه دباغ خانه در یزد متعلق به سال ۱۵۱۷ میلادی، سقاخانه عزیزالله در مجاورت مسجد جمعه اصفهان ساخته شده در دوران شاه سلیمان طی سال‌های ۱۶۶۶ تا ۱۶۹۴ و سقاخانه اسماعیل طلایی ساخته شده به دست نادر شاه افشار در زیارتگاه امام رضا در مشهد در بین سال‌های ۱۷۳۶ تا ۱۷۴۷ میلادی اشاره کرد که از این میان تنها سقاخانه اسماعیل طلایی همچنان در جای خود باقی است.
در تهران، بیش از ۲۹۰ سقاخانه وجود دارد که سقاخانه خدابنده لو تنها سقاخانه مصور تهران است که از دوره قاجاریه به جای مانده‌است، که از بی‌نظیرترین آثار تاریخی شهر تهران به‌شمار می‌رود. در تهران (تهران قدیم) به لحاظ معماری و گستره مخاطبان، سقاخانه‌های کربلایی عباس، نوروزخان، شیخ هادی نجم‌آبادی، سقاخانه آئینه و سقاخانه مصور خدابنده لو شهرت زیادی داشتند. سقاخانه‌ای نیز در مقابل بقعهٔ امامزاده سید اسحاق در کوچه خدابنده لو، واقع‌شده‌است، که ظاهراً برای همین مکان متبرکه، بنا شده، این سقاخانه قدمتی بیش از ۶۰ سال دارد و چندی است به دلیل بی‌توجهی مسئولان رو به ویرانی است.

### فهرست سقاخانه‌های معروف
- سقاخانه خدابنده‌لو
- سقاخانه کربلایی عباس
- سقاخانه نوروزخان
- سقاخانه شیخ هادی نجم‌آبادی
- سقاخانه آئینه